# یواس‌اس دو پنت (دی‌دی-۹۴۱)
یواس‌اس دو پنت (دی‌دی-۹۴۱) (به انگلیسی: USS Du Pont (DD-941)) یک کشتی است. این کشتی در سال ۱۹۵۶ ساخته شد.